# Rolaspis chaetachmae
Rolaspis chaetachmae är en insektsart som först beskrevs av Charles Kimberlin Brain 1919.  Rolaspis chaetachmae ingår i släktet Rolaspis och familjen pansarsköldlöss. Inga underarter finns listade i Catalogue of Life.